# Bahnhof West Ham

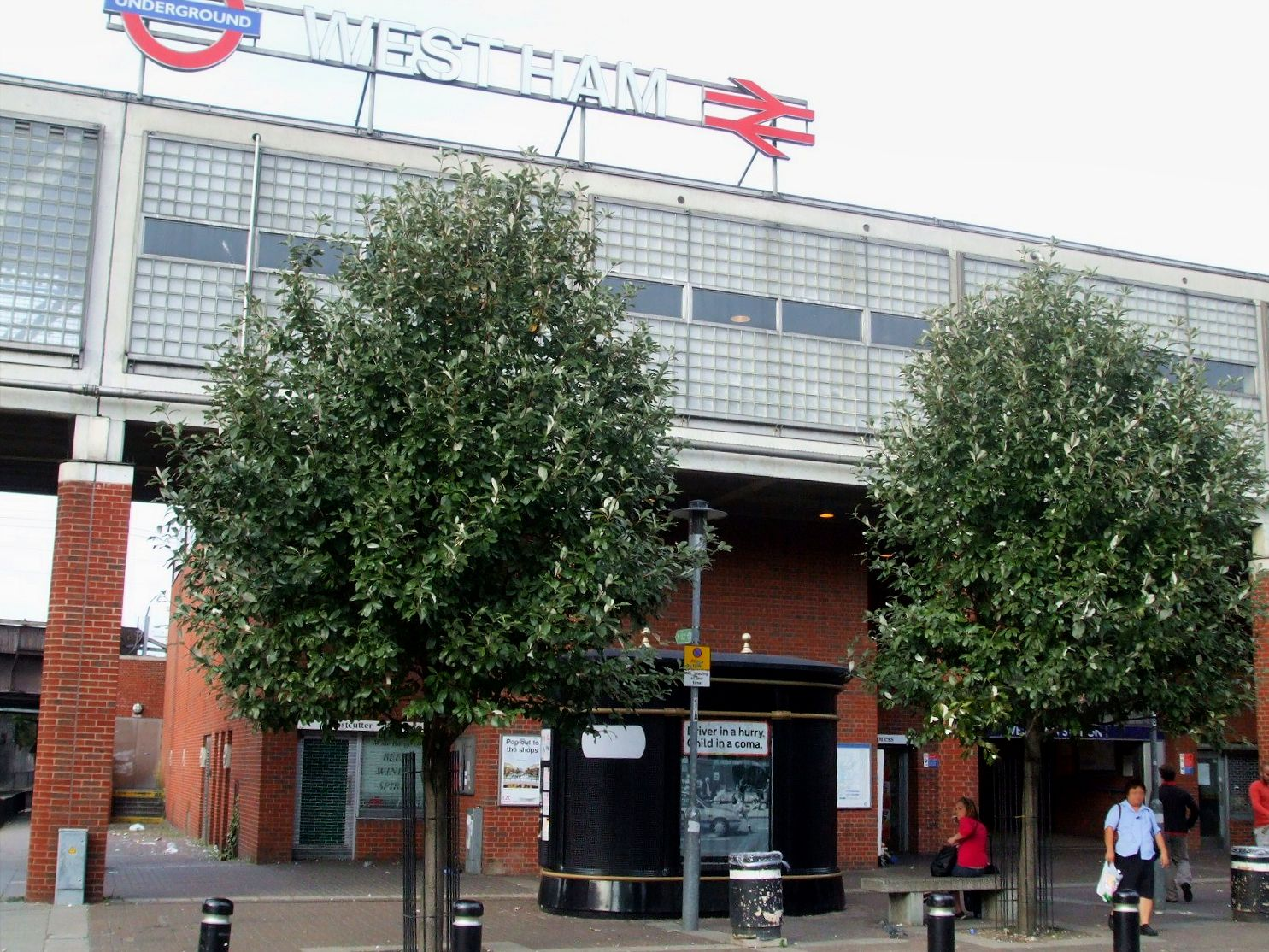
Bahnhof West Ham

West Ham ist ein Bahnhof im Stadtbezirk London Borough of Newham. Er liegt in der Travelcard-Tarifzone 3 an der Manor Road. Hier halten Vorortszüge und U-Bahnen der London Underground. Im Jahr 2014 nutzten 3,51 Millionen U-Bahn-Fahrgäste den Bahnhof, hinzu kommen 5,308 Millionen Fahrgäste der Eisenbahn.

## Anlage

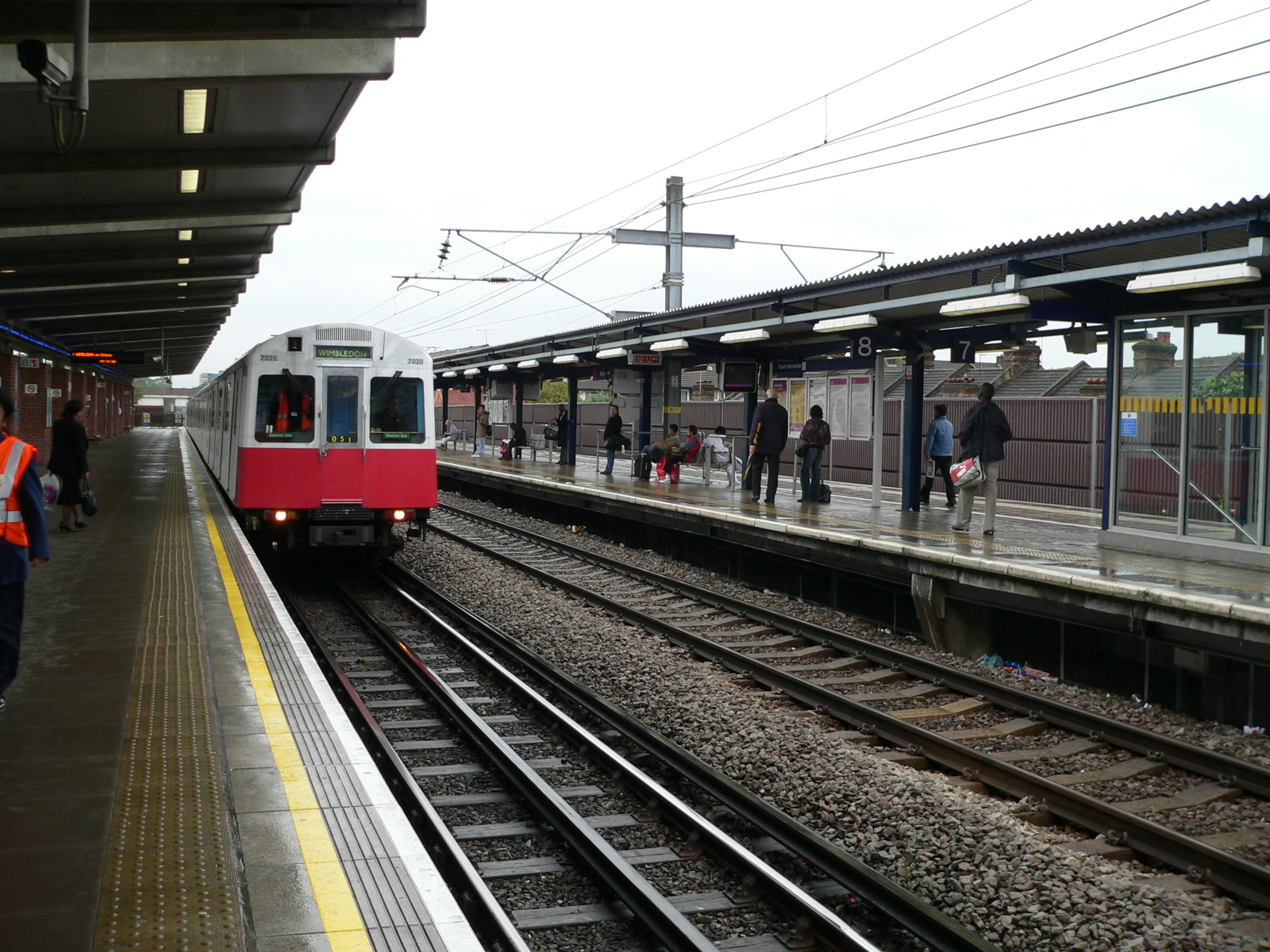
Bahnsteige der District Line (links) und der Eisenbahn (rechts)

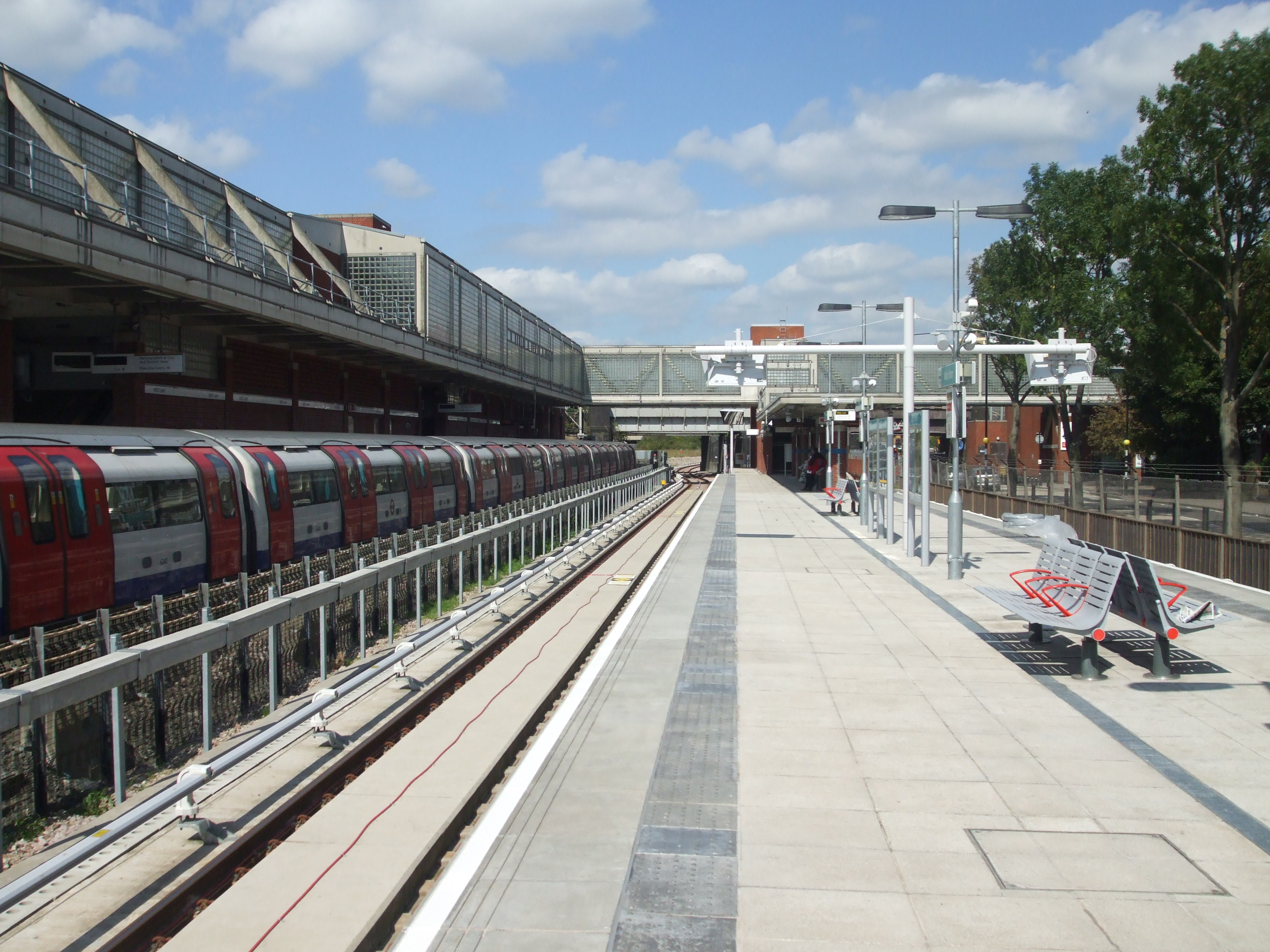
Bahnsteig der Docklands Light Railway, links die Jubilee Line

Die Anlage ist oberirdisch und in Form eines Turmbahnhofs errichtet. Auf der unteren Ebene befinden sich zwei in Nord-Süd-Richtung angeordnete Mittelbahnsteige, die von der Jubilee Line und der Docklands Light Railway genutzt werden. Auf der oberen Ebene befinden sich die zwei in West-Ost-Richtung angeordneten Mittelbahnsteige der District Line und der Hammersmith & City Line sowie jene der Eisenbahngesellschaft c2c an der Strecke in den Südosten von Essex. Obwohl der Bahnhof einst von einer Eisenbahngesellschaft errichtet wurde, fällt der Betrieb in die Zuständigkeit von London Underground.

## Geschichte
1858 eröffnete die Bahngesellschaft London, Tilbury and Southend Railway (LT&SE) eine direkte Strecke zwischen Bow und Barking (vorher machten die Züge einen Umweg über Stratford). Allerdings hielten keine Züge in West Ham. Die Whitechapel and Bow Railway, ein Joint Venture der LT&SE und der Metropolitan District Railway (Vorgängerin der District Line) errichtete parallel zur bestehenden Strecke eine zweite Doppelspur. Der Bahnhof West Ham wurde am 1. Februar 1901 eröffnet, doch hielten zunächst nur Züge der LT&SE. Züge der District Line nutzten den Bahnhof erstmals am 2. Juni 1902.
Am 2. November 1924 erfolgte die Umbenennung des Bahnhofs in West Ham (Manor Road). Am 30. März 1936 hielten erstmals Züge der Metropolitan Line, deren östlicher Streckenzweig seit dem Jahr 1988 von der Hammersmith & City Line befahren wird. Vom 7. September 1940 bis zum 11. August 1941 war die Station aufgrund von Schäden durch Luftangriffe geschlossen. Am 1. Januar 1969 wurde der Name des Bahnhofs wieder zu West Ham geändert, als London Underground von British Rail die Betriebsführung übernahm.
Neun Personen erlitten am 15. März 1976 Verletzungen, als Vincent Donnelly, ein Attentäter der IRA in einem vorbeifahrenden Zug eine Bombe zündete. Der Lokführer Julius Stephen versuchte den Attentäter zu verfolgen, wurde aber dabei erschossen.
1846 war in Nord-Süd-Richtung die Eastern Counties and Thames Junction Railway erbaut worden. Züge verkehrten in West Ham auf der unteren Ebene, hielten dort aber mehr als 130 Jahre lang nicht. Als Teil eines Regenerationsprogramms nahm British Rail 1979 der Personenverkehr auf der North London Line auf, wozu der Bau eines neuen Bahnsteigs notwendig gewesen war. Ende der 1990er Jahre erfolgte eine Erweiterung und vollständige Modernisierung des Bahnhofs nach Plänen des Architekturbüros van Heyningen and Haward, mit einem zusätzlichen Bahnsteig auf der unteren Ebene. Der erste Abschnitt der Jubilee Line-Verlängerung im ehemaligen Hafengebiet ging am 14. Mai 1999 in betrieb. Am 9. Dezember 2006 wurde der Abschnitt der North London Line südlich von Stratford stillgelegt. Stattdessen übernahm am 31. August 2011 die in einem weitaus dichteren Takt verkehrende Docklands Light Railway den Abschnitt bis Canning Town.

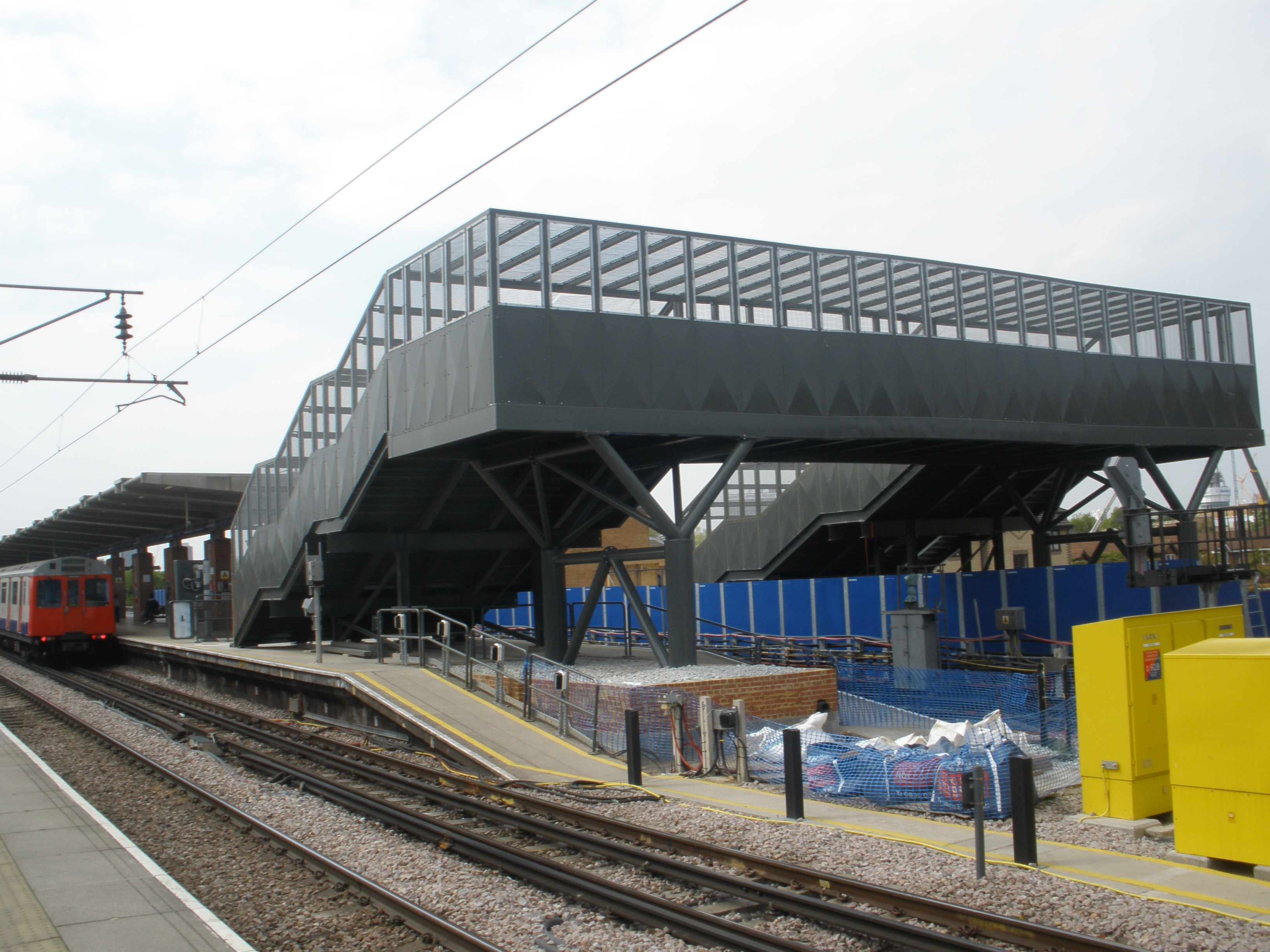
Temporärer Fußgängersteg für die Dauer der Olympischen Spiele

2011 wurde die Kapazität der Station temporär erweitert, um den Andrang während der Olympischen Sommerspiele 2012 bewältigen zu können. Es entstand eine neue Verbindung zum Fuß- und Radweg Greenway, der direkt zum Olympiapark führt. Diese erforderte den Bau einer Treppe und eines Fußgängerstegs vom östlichen Ende des District-Line-Bahnsteigs zur Manor Road. Der Steg wurde Mitte Oktober 2012 wieder entfernt, allerdings blieben die Fundamente für eine mögliche zukünftige Erweiterung der Station bestehen.